# メイソンボロ島
メイソンボロ島 (メイソンボロとう、Masonboro Island) は、アメリカ合衆国ノースカロライナ州にある島。バリアー島。面積0.721 km2。
開発されておらず、船でのみ行くことができる。ノースカロライナ国立河口研究保護区 (North Carolina National Estuarine Research Reserv) の構成要素の一つであり、ノースカロライナ州立自然区 (North Carolina State Natural Area) の一つでもある。
北にはメイソンボロ海峡を挟んでライツビルビーチが、南にはカロライナビーチ海峡を挟んでカロライナビーチがある。
島は沼地、砂丘、干潟で構成され、大西洋側の砂浜はアカウミガメやアオウミガメの産卵地となっている。